# Rauchfleisch
Rauchfleisch (bayerisch und österreichisch auch Selchfleisch, Geselchtes oder Zankerl)  ist eine allgemeine Bezeichnung für durch Pökeln und Kalträuchern haltbar gemachte Fleischstücke, üblicherweise vom Rind oder Schwein. Es kann dünn geschnitten wie Schinken gegessen werden oder gekocht als Bestandteil von warmen und kalten Gerichten.
Das Hamburger Rauchfleisch wird aus der Oberschale oder dem Schwanzstück vom Rind hergestellt. Es diente ursprünglich als Proviant bei Schiffsreisen. Typisch wird es gekocht, nach dem Erkalten dünn aufgeschnitten und mit geriebenem Meerrettich serviert. In Österreich wird es traditionell beim Bauernschmaus heiß serviert.
In der Rheinischen und Westfälischen Küche wird Rauchfleisch teilweise als Nagelfleisch bezeichnet, da es an einem Nagel zum Trocknen aufgehängt wird. Im Rheinland wurde dafür häufig Pferdefleisch genutzt, in Westfalen handelt es sich in der Regel um luftgetrocknetes und ungeräuchertes Rindfleisch.

## Belege
1. ↑  Berthold Heizmann unter Mitarbeit von Dagmar Hänel: Von Apfelkraut bis Zimtschnecke. Das Lexikon der rheinischen Küche. Greven, Köln 2011; S. 174. ISBN 978-3-7743-0477-2.